# Alois Seiler (Historiker, 1933)
Alois Seiler (* 2. September 1933 in Horchheim bei Worms; † 26. Juli 1992 in Ludwigsburg) war ein deutscher Archivar und Historiker. Er war von 1975 bis 1992 Direktor des Staatsarchivs Ludwigsburg. 

## Leben
Alois Seiler stammte aus Horchheim bei Worms. Er studierte ab 1952 Geschichte und Deutsch an der Universität Mainz und promovierte 1958 bei Eugen Ewig mit der Arbeit „Studien zu den Anfängen der Pfarrei- und Landdekanatsorganisation in den rechtsrheinischen Archidiakonaten des Bistums Speyer“. Nach dem Staatsexamen für das Lehramt 1959/60 absolvierte er ab 1960 das Referendariat an der Archivschule Marburg. Als Archivassessor trat er in den Dienst des Landes Baden-Württemberg und wurde am 1. Juli 1962 zum Staatsarchiv Ludwigsburg versetzt, wo er 30 Jahre lang wirkte. 1975 wurde er Archivdirektor und Leiter des Archivs, das seit seiner Gründung 1868 in ungeeigneten Räumlichkeiten im Ludwigsburger Schloss untergebracht war. Eine wesentliche Aufgabe Seilers in seiner Amtszeit war es daher, dem Archiv eine neue, den fachlichen Anforderungen entsprechende Bleibe zu verschaffen. Ergebnis war schließlich der 1992 begonnene Einzug in neue Archivräume im ehemaligen Zeughaus und der ehemaligen Arsenalkaserne. Seiler starb vor der Beendigung des Umzuges, der sich noch bis 1995 hinzog.
Neben der archivarischen Tätigkeit ist Seiler als Historiker hervorgetreten mit Veröffentlichungen zur südwestdeutschen Landes- und Kirchengeschichte, u. a. zur Geschichte des Klosters Ellwangen und zur Geschichte des Deutschen Ordens.